# Nomaden-Putzerlippfisch
Der Nomaden-Putzerlippfisch (Diproctacanthus xanthurus) ist eine Fischart aus der Familie der Lippfische (Labridae). Sie kommt im Gebiet des Great Barrier Reefs und in den Meeren rund um die Philippinen, Indonesien, Neuguinea und Palau vor.

## Merkmale

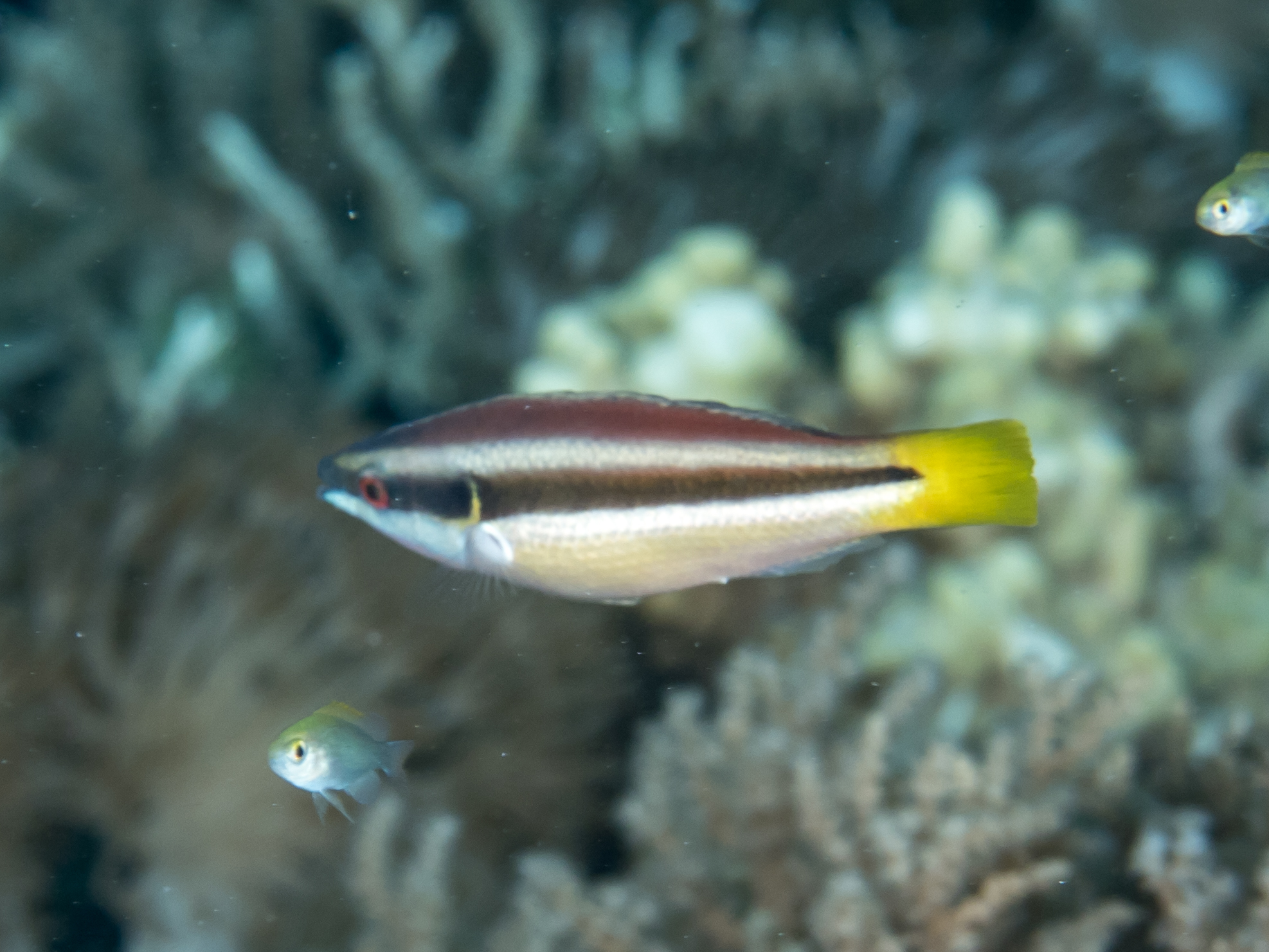
Ausgewachsenes Exemplar

Der Nomaden-Putzerlippfisch wird 10 cm lang. Der Rumpf ist seitlich abgeflacht; seine Höhe ist 3,1 bis 3,7 mal in der Standardlänge enthalten. Das obere Kopfprofil ist gerade. Die Lippen sind fleischig und bilden bei geschlossenem Maul eine kurze Röhre. An der Spitze des Oberkiefers befinden sich vier größere konische Zähne, im Unterkiefer sind es zwei. Die Kieferseiten sind mit kleinen Zähnchen besetzt, am Mundwinkel sind sie wieder größer. Die Rückenflosse ist durchgehend, wobei der durch Weichstrahlen gestützte hintere Bereich höher ist als der vordere. Die Schwanzflosse der Jungfische ist abgerundet, die der Adulten ist spatenförmig. Kiemendeckel und Wangen sind beschuppt. Die Seitenlinie ist vollständig. Ausgewachsene Nomaden-Putzerlippfische zeigen auf jeder Körperseite zwei schwarze Streifen, einer entlang des Rückens und ein weiterer entlang der Körpermitte. Der Bauch ist grünlich-weiß, die Schwanzflosse gelb. Jungfische haben auf jeder Körperseite drei schwarze Streifen, die durch schmale weiße Zwischenräume voneinander getrennt sind. Ihre Schwanzflosse ist schwarz mit hellblauen Rändern oben und unten.
Morphometrie:
- Flossenformel: Dorsale IX/9–10; Anale II/10–11; Pectorale 12–14.
- Schuppenformel: SL 30–32.
- Wirbel: 25.

## Lebensweise
Der Nomaden-Putzerlippfisch lebt in flachen, geschützten Korallenriffen und in korallenreichen Lagunen in Tiefen von 2 bis 25 Metern. Ausgewachsene Tiere ernähren sich vor allem von Korallenpolypen, Jungfische betätigen sich als Putzerfische. Dabei unterhalten sie keine feste Putzerstation, sondern ziehen umher und säubern verschiedene kleine Rifffische von Ektoparasiten, z. B. Riffbarsche (Pomacentridae), die keine Möglichkeit haben, zu Putzerstationen zu kommen, da sie in kleinen Revieren von wenigen Quadratmetern leben und diese wegen der Territorialansprüche der Nachbarn nicht verlassen können.